# Franzensfester Stausee

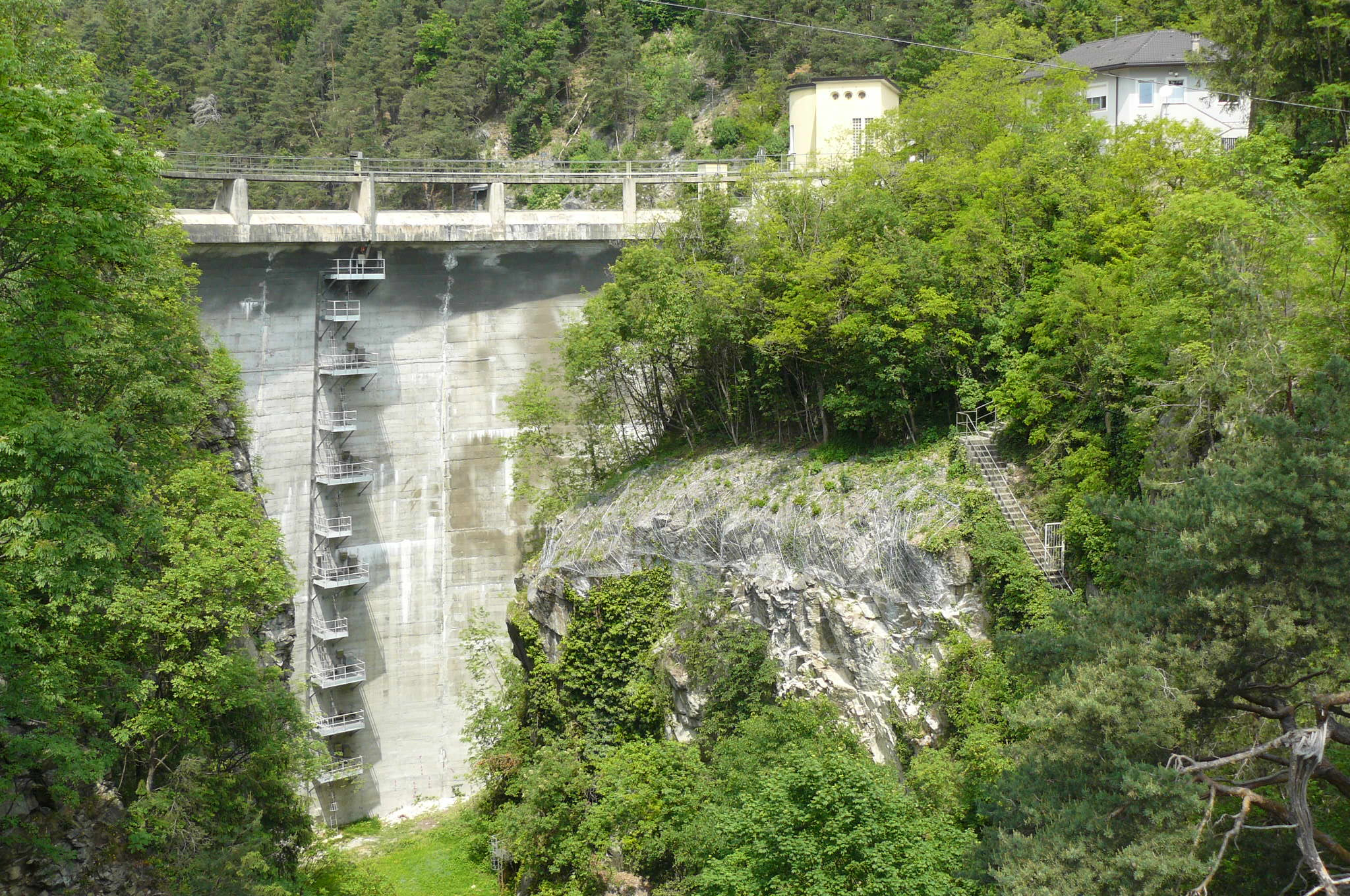
Staumauer

Der Franzensfester Stausee (auch Franzensfester See oder Unterauer Stausee, italienisch Lago di Fortezza) befindet sich am Übergang vom Wipptal ins Eisacktal in Südtirol (Italien). In ihm wird der Eisack zum Zwecke der Stromerzeugung gestaut. Der größte Teil des Gewässers liegt im Gebiet der Gemeinde Franzensfeste, kleinere Teile im Südosten in jenem der Gemeinde Natz-Schabs.

## Geschichte
Im Jahre 1939 verfügten die faschistischen Machthaber aufgrund des gesteigerten Energiebedarfs und des Wunsches nach Autarkie in der Stromerzeugung den Bau des Stausees an der Festung Franzensfeste. Um diesen zu ermöglichen, mussten der Weiler Unterau und die alte Ladritscher Brücke aufgegeben werden. Parallel dazu wurde am Eingang zum Pustertal der Mühlbacher Stausee errichtet. Das Wasser aus beiden Seen speist durch Druckleitungen das Kraftwerk im nahen Brixen.

## Technische Daten
Der Stausee ist etwa 23 ha groß und maximal 58,8 m tief. Die Höhe des Stauziels befindet sich auf 723 m. Der See fasst etwa 3,35 Millionen m³.